# Списак народних хероја: Ф
Списак народних хероја чије презиме почиње на слово Ф, за остале народне хероје погледајте Списак народних хероја:
1. Антон Ферјанчич (1915–1990) Орденом народног хероја одликован 27. новембра 1953. године.[1][2]
2. Ахмет Фетахагић (1913–1944) за народног хероја проглашен 10. септембра 1948. године.[3][4][5]
3. Мирко Фикет (1899–1976) Орденом народног хероја одликован 24. јула 1953. године.[6][5]
4. Мирко Филиповић (1912–1944) за народног хероја проглашен 26. јула 1949. године.[7][6][8]
5. Стјепан Стева Филиповић (1916–1942) за народног хероја проглашен 14. децембра 1949. године.[9][10][8]
6. Чеде Филиповски (1923–1945) за народног хероја проглашен 1. августа 1949. године.[11][12][13]
7. Драго Флис (1921–2019) Орденом народног хероја одликован 27. новембра 1953. године.[14][13]
8. Рифат Фрењо (1922–1943) за народног хероја проглашен 24. јула 1953. године.[12][15]
9. Стјепан Фунарић (1921–1979) Орденом народног хероја одликован 27. новембра 1953. године.[16][17]